# Poa anae
Poa anae är en gräsart som beskrevs av Oscar Tovar. Poa anae ingår i släktet gröen, och familjen gräs. Inga underarter finns listade i Catalogue of Life.